# 郜堌堆遗址
郜堌堆遗址，位于山东省菏泽市曹县莘冢集乡郜堌堆村，是中华人民共和国山东省文物保护单位之一。
1992年6月12日，授予山东省文物保护单位，是一座古遗址。